# 南科減振案
南科高鐵減振工程案，發生於2006年，特偵組檢察官、台南地檢署主任檢察官朱朝喨指揮台南地檢署檢察官高峰祈，起訴前行政院國家科學委員會副主委謝清志等人，指控謝清志編造不須施作的高鐵減振工程需求，又涉嫌指定評審委員與改變工法，以圖利鴻華科技董事長許鴻章。謝清志本人稱無罪，因該工程性質特殊並無前例，認為改變工法是工程必要，且確已達成減震目標。法院最終以無罪定讞。

## 案由
臺灣高速鐵路在經過台南科學園區路段，因行車產生的振動，可能影響包括台積電等廠商的晶圓生產過程，造成廠商不安。負責科學園區業務的國科會副主委謝清志，為解決台灣高鐵穿越台南科學園區的此項問題，組成減振專案小組，在該路段推動減振工程，採用分段開標的方式，先公開徵求減振之創新工法，經過模擬測試後評選出最有效的工法，再決定承包廠商施作工程。最後該工程交給先前提出工法的鴻華聯合科技，進行議價後施作。
台聯立法委員廖本煙質疑國科會捨棄另一家開價十八億元的永駿工程顧問公司，而讓開價九十六億的鴻華聯合科技施作，有圖利與刻意護航之嫌。2005年12月30日，台南地檢署分案調查，特偵組檢察官、台南地檢署主任檢察官朱朝喨認為謝清志涉嫌護航鴻華聯合科技，協助得標，使鴻華聯合科技獲利三十四億元，展開偵辦。謝清志雖然稱無罪，但仍遭到收押禁見。
2006年12月25日，台南地檢署偵查終結，檢察官高峰祈以圖利與洩密罪，起訴前國科會副主委、國研院特聘研究員謝清志，求刑15年，併科罰金3000萬元。包商許鴻章求刑十二年，併科罰金五億元。國科會科員李延旭，求刑七年，併科罰金三百萬元。其他被訴者，包括曾擔任評審委員的大學教授，逢甲大學教授蔡崇興、台灣大學鍾立來、前中正理工學院院長楊明放、國科會參四林聰意、逢甲大學教授許澤善、中山大學教授李賢華、洪思閔，求刑五年，併科罰金三百萬元。

## 訴訟過程與結果
2008年，地方法院一審判決，包商鴻華聯合科技負責人許鴻章被判刑十個月，經減刑為五個月，得易科罰金，其餘人員，包括謝清志，全部無罪。
2012年7月12日，台南高分院更一審，仍保持二審原判，認為謝清志等人與許鴻章無罪。依刑事妥速審判法規定，判決無罪定讞。
2013年4月15日，謝清志控告當年起訴檢察官高峯祈濫權起訴，國科會當年承辦南科減振案的科員林延旭也對外表示，當初檢察官高峯祈曾恐嚇他，要他把國科會長官供出來就可以沒事。

## 後續
在法院最終宣判無罪後兩年，2014年5月27日，監委陳永祥、周陽山政治操作提案彈劾謝清志。彈劾理由引用公務員服務法第1條規定「公務員應遵守誓言，忠心努力，依法律命令所定，執行其職務。」這個條文是訓政時期特別權力關係產物。1979年，公務員懲戒委員會以許信良「違背其誓言，又不盡忠職守，其違背公務員服務法第一條及宣示條例，亦甚明顯」，處休職二年。公務員懲戒委員會至2015年判決仍稱公務員服務法第1條為「自有特別權力關係以來，公務員服務法之帝王條款」，以此懲戒前台南市長賴清德。

## 外部連結
- 謝清志聲明－沒有喜悅、也無意外，但感激您（页面存档备份，存于）